# Енкур (Бельгія)
Енкур (валлон. Incoû) — муніципалітет Валлонії, розташований у бельгійській провінції Валлонський Брабант. На 1 січня 2006 року загальна кількість населення Інкорта становила 4585 осіб. Загальна площа 38,79 км², що дає щільність населення 118 жителів на км².
Муніципалітет містить, окрім самого Інкурта, секції Глім, Оппребе, П’єтребе, Сарт-Рісбар і Ру-Міруар.